# Коновалово (Вологодская область)
Коновалово — деревня в Белозерском районе Вологодской области.
Входит в состав Шольского сельского поселения, с точки зрения административно-территориального деления — в Шольский сельсовет (до 17 марта 2000 года входила в Сотозерский сельсовет)).
Расстояние до районного центра Белозерска по автодороге — 133 км, до центра муниципального образования села Зубово по прямой — 25 км. Ближайшие населённые пункты — Кузнецово, Левшуково, Тимофеевская.
По данным переписи в 2002 году постоянного населения не было.